# SINCERELY YOURS 〜TULIP オリジナルベスト
『SINCERELY YOURS 〜TULIP　オリジナルベスト』（シンシアリー ユアーズ チューリップ オリジナルベスト）は、チューリップ7作目のベスト・アルバム。2002年9月4日発売。

## 解説
歴代プロデューサーによる選曲のベスト・アルバムで、年表と楽曲解説付の歌詞ブックが封入されている。
表ベストと冠したDisc 1はバンドの代表的な楽曲が中心の王道路線で、ボーナス・トラックとして未発表曲ライブ音源も収録されている。
裏ベストと冠したDisc 2は、オリジナル・アルバムから選曲された楽曲を大半収録している。
ジャケットには副題として、「I dedicate this album to ...」という文章が併記された。
なお、歴代プロデューサーとして名を連ねたのは、以下の8人である。
- 新田和長（『魔法の黄色い靴』 - 『New Tune』　プロデューサー）
- 草野昌一（『魔法の黄色い靴』 - 『THE LOVE MAP SHOP』　エグゼクティブ・プロデューサー）
- 金子文枝（『I Like Party』『Jack is a boy』　プロデューサー）
- 広瀬将俊（『I Like Party』　エグゼクティブ・プロデューサー）
- 飯塚恆雄（『PRIMARY COLOR』 - 『Well』　エグゼクティブ・プロデューサー）
- 見上浩司（『We believe in Magic Vol.1』『We believe in Magic Vol.2』　プロデューサー）
- 小野浩次（『We believe in Magic Vol.1』『We believe in Magic Vol.2』　エグゼクティブ・プロデューサー）
- 三枝照夫（『TULIP Anthology 1〜Rare Tracks〜』『LIVE ACT TULIP 2001年心の旅』　エグゼクティブ・プロデューサー）

## 収録曲
Disc 1
1. 魔法の黄色い靴
  - 作詞／作曲：財津和夫　編曲：チューリップ・木田高介　ボーカル：財津和夫
2. 一人の部屋
  - 作詞／作曲：財津和夫　編曲：チューリップ・青木望　ボーカル：財津和夫
3. 心の旅
  - 作詞／作曲：財津和夫　編曲：チューリップ・青木望　ボーカル：姫野達也
4. 銀の指環
  - 作詞／作曲：財津和夫　編曲：チューリップ　ボーカル：姫野達也
5. 青春の影　※シングルバージョンを収録
  - 作詞／作曲：財津和夫　編曲：チューリップ・青木望　ボーカル：財津和夫
6. ぼくがつくった愛のうた（いとしのEmily）
  - 作詞／作曲：財津和夫　編曲：チューリップ・青木望　ボーカル：姫野達也
7. サボテンの花
  - 作詞／作曲：財津和夫　編曲：チューリップ　ボーカル：財津和夫
8. 娘が嫁ぐ朝
  - 作詞／作曲：財津和夫　編曲：チューリップ　ボーカル：財津和夫
9. 風のメロディ
  - 作詞：財津和夫／作曲：財津和夫・姫野達也　編曲：チューリップ　ボーカル：財津和夫・姫野達也
10. 夕陽を追いかけて
  - 作詞／作曲：財津和夫　編曲：チューリップ・瀬尾一三　ボーカル：財津和夫
11. 虹とスニーカーの頃
  - 作詞／作曲：財津和夫　編曲：チューリップ　ボーカル：財津和夫
12. 星空の伝言
  - 作詞／作曲：財津和夫　編曲：チューリップ　ボーカル：財津和夫
13. 涙のパーティー
  - 作詞／作曲：財津和夫　編曲：チューリップ　ボーカル：財津和夫
14. We believe in Magic
  - 作詞／作曲：財津和夫　編曲：チューリップ　ボーカル：財津和夫
15. あなたのいる世界
  - 作詞／作曲：財津和夫　編曲：チューリップ　ボーカル：財津和夫
16. おいらの気楽な商売　
  - 作詞／作曲：財津和夫　編曲：チューリップ　ボーカル：財津和夫
  - ※ボーナス・トラック
17. 白い雪そんな雪が私は好き　
  - 作詞／作曲：財津和夫　編曲：チューリップ　ボーカル：財津和夫
  - ※ボーナス・トラック
18. 魔法の黄色い靴　
  - 作詞／作曲：財津和夫　編曲：チューリップ　ボーカル：財津和夫
  - ※ボーナス・トラック
19. 私の小さな人生　
  - 作詞／作曲：財津和夫　編曲：チューリップ　ボーカル：財津和夫
  - ※ボーナス・トラック
  - 16曲目から19曲目のボーナス・トラックは、1971年11月3日に録音されたもので、アマチュア時代に出演した小倉市民会館でのコンサートのライブ音源。
  - 共演者は泉谷しげる、アンドレ・カンドレ（井上陽水）、加藤和彦、加川良、吉田拓郎等のメンバーがそろっていた。
  - 18曲目はクレジット上『魔法の黄色い靴』となっているが、当時は『魔法の黄色の靴』とされていた。

Disc 2
1. 千鳥橋渋滞
  - 作詞：安部俊幸／作曲：姫野達也　編曲：チューリップ　ボーカル：姫野達也
2. もう笑わなくちゃ
  - 作詞／作曲：財津和夫　編曲：チューリップ・青木望　ボーカル：財津和夫
3. 君のために生れかわろう
  - 作詞／作曲：財津和夫　編曲：チューリップ　ボーカル：財津和夫
4. あの、ゆるやかな日々
  - 作詞：安部俊幸／作曲：姫野達也　編曲：チューリップ・青木望　ボーカル：財津和夫
5. なくした言葉
  - 作詞：財津和夫／作曲：姫野達也　編曲：チューリップ・青木望　ボーカル：姫野達也
6. 心を開いて
  - 作詞／作曲：財津和夫　編曲：チューリップ・青木望　ボーカル：財津和夫
7. 愛のかたみ
  - 作詞／作曲：財津和夫　編曲：チューリップ　ボーカル：財津和夫
8. 生きるといふこと
  - 作詞／作曲：財津和夫　編曲：チューリップ・青木望　ボーカル：財津和夫
9. あのバスを停めて!
  - 作詞：安部俊幸／作曲：姫野達也　編曲：チューリップ　ボーカル：財津和夫
10. 都会
  - 作詞／作曲：財津和夫　編曲：チューリップ　ボーカル：財津和夫
11. 博多っ子純情
  - 作詞：安部俊幸／作曲：姫野達也　編曲：チューリップ　ボーカル：姫野達也
12. 人生の始まり
  - 作詞／作曲：財津和夫　編曲：チューリップ　ボーカル：財津和夫
13. 逆回転
  - 作詞／作曲：財津和夫　編曲：チューリップ　ボーカル：財津和夫
14. 神様に感謝をしなければ
  - 作詞：安部俊幸／作曲：姫野達也　編曲：チューリップ　ボーカル：姫野達也
15. Someday Somewhere
  - 作詞／作曲：財津和夫　編曲：チューリップ　ボーカル：財津和夫
16. Shooting Star
  - 作詞／作曲：財津和夫　編曲：チューリップ　ボーカル：財津和夫
17. 2222年ピクニック
  - 作詞／作曲：財津和夫　編曲：チューリップ　ボーカル：財津和夫
18. I dream
  - 作詞／作曲：財津和夫　編曲：チューリップ　ボーカル：財津和夫
19. Well（Mr.Good-bye）
  - 作詞／作曲：財津和夫　編曲：チューリップ　ボーカル：財津和夫